# White Light/White Heat
White Light/White Heat – Drugi album studyjny amerykańskiej grupy rockowej The Velvet Underground wydany 30 stycznia 1968 przez Verve. Jest to ostatni album w którego nagrywaniu uczestniczył John Cale.
Album promowały single „White Light/White Heat”, „Here She Comes Now” i „I Heard Her Call My Name”. 
Po debiutanckim The Velvet Underground & Nico, które nie osiągnęło sukcesu komercyjnego Andy Warhol i Nico zostali zwolnieni i nie uczestniczyli w nagrywaniu płyty. Grupa w czasie tras koncertowych stała się znana z improwizacji muzycznej, która później stała się kluczowym elementem albumu.
W 2003 White Light/White Heat został sklasyfikowany na 293 miejscu listy 500 albumów wszech czasów magazynu Rolling Stone.

## Lista utworów

### Wydanie oryginalne (1968)
Strona A
| 1. | „White Light/White Heat” (Lou Reed, Sterling Morrison, Maureen Tucker, John Cale) | 2:47  |
|    |                                                                                   |       |
| 2. | „The Gift” (Reed, Morrison, Cale)                                                 | 8:18  |
|    |                                                                                   |       |
| 3. | „Lady Godiva's Operation” (Reed)                                                  | 4:56  |
|    |                                                                                   |       |
| 4. | „Here She Comes Now” (Reed, Morrison, Cale)                                       | 2:04  |
|    |                                                                                   |       |
|    |                                                                                   | 18:05 |
|    |                                                                                   |       |
Strona B
| 1. | „I Heard Her Call My Name” (Reed)           | 4:38  |
|    |                                             |       |
| 2. | „Sister Ray” (Reed, Morrison, Cale, Tucker) | 17:28 |
|    |                                             |       |
|    |                                             | 22:06 |
|    |                                             |       |

### 45th Anniversary Deluxe Edition disc one (stereo version) – Dodatkowe utwory (2013)
| 1. | „I Heard Her Call My Name (Alternate Take)”                        | 4:39  |
|    |                                                                    |       |
| 2. | „Guess I'm Falling In Love (Instrumental Version)”                 | 3:34  |
|    |                                                                    |       |
| 3. | „Temptation Inside Your Heart (Original Mix)”                      | 2:33  |
|    |                                                                    |       |
| 4. | „Stephanie Says (Original Mix)”                                    | 2:50  |
|    |                                                                    |       |
| 5. | „Hey Mr. Rain (Version One)”                                       | 4:40  |
|    |                                                                    |       |
| 6. | „Hey Mr. Rain (Version Two)”                                       | 5:24  |
|    |                                                                    |       |
| 7. | „Beginning to See the Light (Previously Unreleased Early Version)” | 3:39  |
|    |                                                                    |       |
|    |                                                                    | 27:19 |
|    |                                                                    |       |

### 45th Anniversary Deluxe Edition disc two (mono version)
| 1.  | „White Light/White Heat”                   | 2:47    |
|     |                                            |         |
| 2.  | „The Gift”                                 | 8:17    |
|     |                                            |         |
| 3.  | „Lady Godiva's Operation”                  | 4:55    |
|     |                                            |         |
| 4.  | „Here She Comes Now”                       | 2:04    |
|     |                                            |         |
| 5.  | „I Heard Her Call My Name”                 | 4:38    |
|     |                                            |         |
| 6.  | „Sister Ray”                               | 17:32   |
|     |                                            |         |
| 7.  | „White Light/White Heat (Mono Single Mix)” | 2:48    |
|     |                                            |         |
| 8.  | „Here She Comes Now (Mono Single Mix)”     | 2:04    |
|     |                                            |         |
| 9.  | „The Gift (Vocal Version)”                 | 8:08    |
|     |                                            |         |
| 10. | „The Gift (Instrumental Version)”          | 8:16    |
|     |                                            |         |
|     |                                            | 1:01:29 |
|     |                                            |         |

### 45th Anniversary Deluxe Edition disc three: Live at the Gymnasium, New York City, April 30, 1967 (2013)
| 1. | „Booker T.”                   | 6:46  |
|    |                               |       |
| 2. | „I'm Not a Young Man Anymore” | 6:17  |
|    |                               |       |
| 3. | „Guess I'm Falling in Love”   | 4:10  |
|    |                               |       |
| 4. | „I'm Waiting for My Man”      | 5:28  |
|    |                               |       |
| 5. | „Run Run Run”                 | 6:58  |
|    |                               |       |
| 6. | „Sister Ray”                  | 19:03 |
|    |                               |       |
| 7. | „The Gift”                    | 10:25 |
|    |                               |       |
|    |                               | 59:07 |
|    |                               |       |

## Twórcy
- Lou Reed – wokal prowadzący, gitara prowadząca (2, 3, 5 i 6), gitara rytmiczna (1 i 4)
- John Cale – wokal prowadzący (3), wokale w tle (1 i 5), narrator (2), altówka (3 i 4), organy (6), fortepian (1 i 4), gitara basowa (1, 2, 4 i 5)
- Sterling Morrison – gitara prowadząca (1, 2, 4 i 6), gitara rytmiczna (5), gitara basowa (3), wokale w tle (1, 3 i 5)
- Maureen Tucker – instrumenty perkusyjne (1–6)
- Gary Kellgren – inżynier dźwięku
- Bob Ludwig – mastering
- Val Valentin – nadzorowanie pracy nad albumem
- Tom Wilson – producent